# Parafia Najświętszej Maryi Panny Pani Naszej Drogi w Petrie
Parafia Najświętszej Maryi Panny Pani Naszej Drogi w Petrie – parafia rzymskokatolicka, należąca do archidiecezji Brisbane.
Na terenie parafii, oprócz kościoła parafialnego w Petrie znajduje się także kościół filialny pw. św. Franciszka Ksawerego w Dayboro.
Przy parafii funkcjonuje katolicka szkoła podstawowa Najświętszej Maryi Panny Pani Naszej Drogi.